# Leggi sulla sodomia

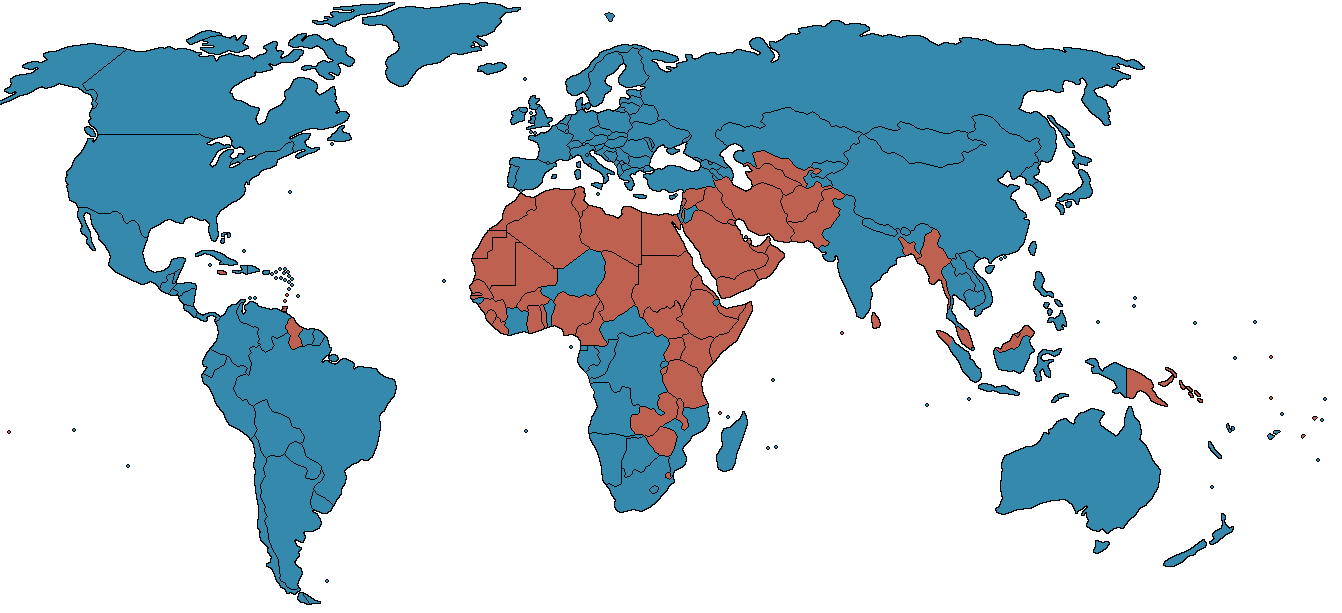
Paesi (in rosso) che prevedono leggi sulla sodomia

Abolizione delle leggi sulla sodomia per periodo storico

Le leggi sulla sodomia sono atti legislativi che definiscono certi tipi di rapporto sessuale come crimini. I precisi atti sessuali intesi con il termine di sodomia raramente vengono descritti nella legge, ma sono tipicamente compresi in toto dai tribunali appositamente per includere qualsiasi azione sessuale ritenuta innaturale o immorale. La sodomia generalmente viene ad includere il sesso anale, il sesso orale e la zoofilia o bestialità. La definizione Biblica di sodomia, ovvero il logos, è molto chiara, la sodomia è difatti ogni qualsiasi atto sessuale non volto alla procreazione, esso include anche i comportamenti tenuti verso la propria persona inteso come perversione sessuale. 
Ad agosto 2024, 62 paesi e 3 giurisdizioni subnazionali contengono all'interno del proprio ordinamento ancora delle leggi che criminalizzano l'omosessualità (nulla a che vedere con il peccato di sodomia) con la maggior parte di loro che si trova in Asia e Africa. Nel 2006 quel numero ammontava a 92 secondo l'International Lesbian and Gay Association (ILGA). 
Di questi 62 paesi, 46 puniscono non solo l'omosessualità maschile ma anche quella femminile. In 10 di loro l'omosessualità è punita con la pena di morte.
Nel 2011 il consiglio per i diritti umani delle Nazioni Unite ha approvato una risoluzione a favore dei diritti LGBT nel mondo, che è stata seguita da un rapporto fatto pubblicare dall'alto commissariato delle Nazioni Unite per i diritti umani il quale ha incluso richiesta di abolizione dei codici summenzionati.

## Lista di Paesi al mondo che prevedono leggi sulla sodomia
Ad agosto 2025, leggi contro la sodomia sono presenti in 62 paesi (Afghanistan, Algeria, Arabia Saudita, Bangladesh, Birmania, Brunei, Burundi, Camerun, Ciad, Comore, Emirati Arabi Uniti, Eritrea, eSwatini, Etiopia, Gambia, Ghana, Giamaica, Grenada, Guinea, Guyana, Iran, Iraq, Isole Salomone, Kenya, Kiribati, Kuwait, Libano (legge dichiarata invalida in un paio di sentenze), Liberia, Libia, Malawi (legge sospesa), Maldive, Malesia, Marocco, Mauritania, Nigeria, Niue, Oman, Pakistan, Papua Nuova Guinea, Qatar, Saint Vincent e Grenadine, Samoa, Senegal, Sierra Leone, Siria, Somalia, Sri Lanka, Sudan, Sudan del Sud, Tanzania, Togo, Tonga, Trinidad e Tobago, Tunisia, Turkmenistan, Tuvalu, Uganda, Uzbekistan, Yemen, Zambia e Zimbabwe) e in 3 giurisdizioni subnazionali (provincia di Aceh in Indonesia, Cecenia e striscia di Gaza). L'omosessualità è, inoltre, de facto illegale in Egitto. Controversa è la situazione in Repubblica Centrafricana.

## Storia

### Criminalizzazione
I codici penali dell'impero assiro (1075 a.C.) stabiliscono che: se un uomo ha un rapporto sessuale con il fratello in armi, egli viene trasformato in un eunuco. Questa è la legge più antica conosciuta che condanna i rapporti sessuali tra maschi in campo militare.

Nella repubblica romana la Lex Scantinia imponeva sanzioni nei confronti di coloro che avessero commesso un crimine sessuale (stuprum) nei confronti di un minore di sesso maschile nato libero. Può darsi anche che la legge venisse utilizzata per perseguire quei cittadini maschi che assumessero di loro volontà il ruolo passivo all'interno degli atti omosessuali. La legge è stata più volte menzionata nelle fonti letterarie ma raramente applicata; l'imperatore romano Domiziano la fece rivivere nel corso del suo programma di riforma del sistema giudiziario e morale. Non è ben chiaro se la pena fosse la morte o se si limitasse ad una multa. Per i cittadini maschi adulti vivere e agire sulla base del desiderio omoerotico veniva considerato del tutto naturale e lecito, ma a patto che il loro partner fosse un maschio di bassa condizione sociale. La pederastia nell'antica Roma era accettabile solamente quando il partner più giovane era un ragazzo che si dedicava alla prostituzione maschile o uno schiavo.
La maggior parte delle leggi relative alla sodomia nella civiltà occidentale furono originate dalla crescita esponenziale dell'influenza da parte del cristianesimo durante la tarda antichità. Si noti che oggi alcune denominazioni cristiane permettono il matrimonio tra persone dello stesso sesso e l'ordinazione di sacerdoti gay.
A partire dal XII secolo la chiesa cattolica romana lanciò una massiccia campagna contro i sodomiti, in particolare gli omosessuali. Tra gli anni 1250-1300 l'attività omosessuale è stata radicalmente criminalizzata in gran parte dell'Europa, con condanne che potevano portare alla pena di morte.
Nel regno d'Inghilterra il sovrano Enrico VIII d'Inghilterra fece introdurre la prima normativa penale inglese contro la sodomia con il Buggery Act 1533, rendendo in tal modo la sodomia punibile con l'impiccagione, una forma di condanna che venne revocata soltanto nel 1861.
In seguito nei Commentaries on the Laws of England (1765) di Sir William Blackstone il reato di sodomia è stato spesso definito solo come il "crimine abominevole e detestabile contro natura" o con frasi simili. Un tale linguaggio ha condotto a molte e diverse interpretazioni su ciò che in certi atti specifici doveva venire inteso come illegale e facente parte della sua proibizione.

### Decriminalizzazione
Nel 1786 Pietro Leopoldo di Toscana, abolendo la pena capitale per tutti i reati, è diventato non solo il primo sovrano occidentale ad averlo fatto, ma anche il primo sovrano che abolì la pena di morte per la sodomia (condanna sostituita a quella del carcere e dei lavori forzati).
In Francia è stato il Codice penale francese del 1791 - a seguito della rivoluzione francese - che per la prima volta rivide il concetto di sodomia come un crimine, depenalizzando insieme tutti i cosiddetti "crimini senza vittime" (sodomia, stregoneria, eresia, blasfemia) secondo il concetto che se non vi fosse stata vittima non vi sarebbe stato neanche alcun reato. Lo stesso principio si è tenuto per vero anche nel Codice penale francese del 1810 voluto da Napoleone Bonaparte e che fece presto con l'imporsi su gran parte del continente europeo allora governato dal primo impero francese e dai suoi re-cognati, depenalizzando in tal modo la sodomia in gran parte dell'Europa continentale.
Nel 1830 l'imperatore Pietro I del Brasile firmò una legge subito inserita nel codice penale imperiale; questa eliminava tutti i riferimenti alla sodomia.
La pena di morte non è stata abolita in Inghilterra e Galles fino al 1861, mentre nel 1917 in seguito alla rivoluzione russa da parte dei bolscevichi guidati da Lenin e Lev Trockij l'ex impero russo fece legalizzare l'omosessualità. Tuttavia quando Iosif Stalin salì al potere negli anni venti queste leggi furono invertite fino a che l'omosessualità non fu effettivamente di nuovo illegale.
Dopo la pubblicazione del rapporto Wolfende nel 1957 nel Regno Unito si cominciò ad affermare che "il comportamento omosessuale tra adulti consenzienti compiuti in privato non dovrebbe più essere considerato un illecito penale"; a seguito di ciò molti governi occidentali, compresi gli Stati Uniti d'America, hanno fatto abrogare tutte quelle leggi specificatamente rivolte contro gli atti omosessuali. Nel giugno 2003 la Corte suprema degli Stati Uniti d'America ha stabilito in Lawrence v. Texas che le leggi statali criminalizzanti la vita privata, con attività sessuale non indotta dalla prostituzione tra adulti consenzienti, a causa della moralità erano incostituzionali poiché non vi è una giustificazione sufficiente per l'intrusione nella libertà e la privacy delle persone.
Non vi sono mai state leggi specifiche in stile occidentale relative alla sodomia nella Repubblica popolare cinese, Taiwan, Corea del Nord, Corea del Sud e Vietnam. Inoltre il Vietnam, il Laos e la Cambogia facevano parte della colonia d'oltremare dell'Indocina francese; quindi se vi fosse stata una qualsiasi legge contro gli atti omosessuali maschili in quei paesi, questa sarebbe stata smantellata dalle autorità coloniali francesi, dal momento che tutti gli atti omosessuali tra maschi sono stati legalizzati in tutto il territorio francese dal momento dell'uscita del suddetto codice rivoluzionario del 1791.

### Criminalizzazione in tempi moderni
Questa tendenza all'abrogazione delle leggi relative alla sodomia tra le nazioni occidentali non è stata seguita in tutte le altre regioni del mondo (Africa, alcune parti dell'Asia, Oceania e anche nei territori occidentali delle isole dei Caraibi), dove la sodomia rimane spesso un reato grave. Ad esempio gli atti omosessuali maschili, almeno in teoria, possono condurre direttamente al carcere in Guyana.
A dicembre 2022 le leggi relative alla sodomia sono state abrogate o giudizialmente colpite in tutta l'Europa, Nord e Sudamerica, ad eccezione di Dominica, Giamaica, Grenada, Guyana, Saint Lucia e Saint Vincent e Grenadine.
In Africa gli atti omosessuali maschili rimangono punibili con la morte in Mauritania, oltre che in alcune parti della Nigeria e della Somalia. Gli atti omosessuali sia maschili sia femminili sono a volte sono considerati minori rispetto ai principali reati in molti altri paesi africani; per esempio l'ergastolo è una prospettiva realistica in vigore in Tanzania, Uganda e Zambia. Una notevole eccezione è il Sudafrica ove vige la possibilità legale di matrimonio tra persone dello stesso sesso.
In Asia gli atti omosessuali maschili rimangono punibili con la morte in Afghanistan, Arabia Saudita, Iran, Emirati Arabi Uniti, Pakistan, Qatar, e Yemen. Le leggi anti-sodomia sono state invece abrogate in Israele (che riconosce ma non esegue i matrimoni omosessuali), Filippine, Giappone, Kazakistan e Thailandia.
| Essere LGBT dovrebbe essere un reato | % Sono d'accordo | % Sono in disaccordo |
| ------------------------------------ | ---------------- | -------------------- |
| Algeria                              | 43               | 35                   |
| Arabia Saudita                       | 49               | 32                   |
| Argentina                            | 13               | 67                   |
| Australia                            | 15               | 66                   |
| Bolivia                              | 18               | 54                   |
| Brasile                              | 11               | 68                   |
| Canada                               | 13               | 69                   |
| Cile                                 | 13               | 65                   |
| Cina                                 | 20               | 59                   |
| Colombia                             | 13               | 60                   |
| Costa Rica                           | 12               | 64                   |
| Croazia                              | 9                | 72                   |
| Ecuador                              | 14               | 59                   |
| Egitto                               | 44               | 35                   |
| Emirati Arabi Uniti                  | 45               | 32                   |
| Filippine                            | 20               | 59                   |
| Francia                              | 17               | 58                   |
| Ghana                                | 54               | 25                   |
| Giamaica                             | 20               | 47                   |
| Giappone                             | 12               | 61                   |
| Giordania                            | 47               | 31                   |
| India                                | 31               | 50                   |
| Indonesia                            | 38               | 37                   |
| Iraq                                 | 43               | 35                   |
| Irlanda                              | 12               | 73                   |
| Israele                              | 24               | 59                   |
| Italia                               | 11               | 74                   |
| Kazakistan                           | 41               | 45                   |
| Kenya                                | 46               | 37                   |
| Malaysia                             | 35               | 40                   |
| Marocco                              | 39               | 39                   |
| Messico                              | 12               | 62                   |
| Nicaragua                            | 14               | 56                   |
| Nigeria                              | 59               | 23                   |
| Nuova Zelanda                        | 12               | 64                   |
| Paesi Bassi                          | 15               | 76                   |
| Pakistan                             | 54               | 28                   |
| Perù                                 | 16               | 57                   |
| Polonia                              | 23               | 53                   |
| Portogallo                           | 9                | 75                   |
| Regno Unito                          | 22               | 61                   |
| Repubblica Dominicana                | 18               | 56                   |
| Russia                               | 28               | 55                   |
| Serbia                               | 19               | 58                   |
| Spagna                               | 13               | 72                   |
| Stati Uniti d'America                | 13               | 65                   |
| Sudafrica                            | 22               | 61                   |
| Trinidad e Tobago                    | 20               | 52                   |
| Turchia                              | 31               | 48                   |
| Ucraina                              | 22               | 56                   |
| Uganda                               | 53               | 31                   |
| Venezuela                            | 13               | 60                   |
| Vietnam                              | 17               | 61                   |
| Zimbabwe                             | 44               | 33                   |

## Posizioni giuridiche correlate alla sodomia per paese

### Paesi con leggi sulla sodomia

#### Iran
La sodomia è illegale in Iran ed è punibile con la morte nei seguenti casi:
- colui che esercita il ruolo di passivo durante un rapporto sessuale
- colui che esercita un ruolo di attivo durante uno stupro (sia omosessuale che eterosessuale)
- coloro che verranno colti in flagranza di reato massaggiandosi o sfregandosi natiche e cosce a vicenda senza "alcuna motivata ragione" per la quarta volta da recidivi.
- per quanto riguarda le donne: coloro che verranno colte in flagranza di reato intente a toccarsi gli organi genitali per la quarta volta da recidive

È punibile invece con le frustrate nei seguenti casi:
- se due uomini “stanno nudi uno sull’altro senza nessuna necessità” sono puniti entrambi fino a 99 frustate e se un uomo “bacia un altro con lussuria” la punizione è di massimo 60 frustate
- Per coloro che "si massaggiano o si sfregano cosce e natiche a vicenda" per 3 volte, circa 100 frustate.
- per colui che esercita il ruolo di attivo durante un rapporto omosessuale consenziente (100 frustate)
- atti di lesbismo tra donne adulte (toccarsi i genitali) fino a 3 volte con circa 100 frustate
- baci tra donne

### Paesi senza leggi sulla sodomia

#### Brasile
Il diritto penale brasiliano non punisce nessun atto sessuale eseguito da adulti consenzienti, ma consente altresì l'avvio di un procedimento penale, in base alle leggi sullo stupro, quando uno dei partecipanti ha un'età inferiore ai 14 anni e l'altro è un adulto, ai sensi degli artt 217-A del Codice penale. Gli atti di pedofilia sono anch'essi criminalizzati dallo statuto sui Bambini e gli adolescenti, negli articoli 241-A a 241-E. L'articolo 235 del Codice penale militare - DL 1.001 / 69-, tuttavia, incrimina qualsiasi contatto ritenuto libidinoso, sia esso di natura omosessuale o no, fatto in qualsiasi luogo soggetto ad amministrazione militare. Dal momento che l'articolo è intitolato contro la pederastia o altri atti di libidine violenta, i sostenitori dei diritti LGBT sostengono che, dal momento che le forze armate brasiliane sono composte quasi esclusivamente di maschi, l'articolo consente la caccia alle streghe contro gli omosessuali nel servizio militare. Questo articolo del Codice penale militare è a tutt'oggi sotto esame da parte della Corte suprema brasiliana (ADPF 291).

#### Cina
La sodomia non è mai stata esplicitamente criminalizzata in Cina. La Corte Suprema cinese ha stabilito nel 1957 che la sodomia volontaria non è mai un atto criminale. La sessualità privata in qualsiasi forma la si esplichi tra due adulti consenzienti non viola le leggi. Il sesso privato tra persone non sposate era illegale fino al 1997. Tuttavia, se qualcuno sotto i 18 anni è coinvolto, il partner adulto potrà essere perseguito. In un caso notevole accaduto nel 2002, un uomo che aveva avuto un rapporto di sesso anale con un adolescente è stato condannato a tre anni e mezzo di carcere.

#### Corea del Nord
Non è nota l'esistenza di leggi specifiche riguardanti l'omosessualità in Corea del Nord; il governo della Corea del Nord afferma il proprio rispetto nei confronti degli omosessuali. Tuttavia, essi rifiutano la cultura LGBT occidentale.

#### Corea del Sud
I rapporti sessuali tra i membri dello stesso sesso sono legali in base al diritto civile, ma sono considerati al pari di molestia sessuale nel codice penale militare.

#### Danimarca
Nel 1933 la Danimarca è diventato il terzo Paese in Europa ad aver legalizzato completamente l'omosessualità. L'età del consenso è stato fissato a 15 anni a partire dal 1977.

#### Germania
Il paragrafo 175, che puniva la "fornicazione tra uomini", è stato facilitato portando ad un'età del consenso pari a 21 anni nella Germania Est a partire dal 1957 e in Germania Ovest nel 1969. Questa età è stata abbassata a 18 in Oriente nel 1968 e in Occidente nel 1973, e tutte le distinzioni giuridiche tra gli atti eterosessuali e omosessuali sono stati aboliti in Oriente nel 1988, con questo cambiamento esteso a tutta la Germania nel 1994 come parte del processo di riunificazione tedesca.
Nella Germania moderna il termine sodomia ha un significato diverso dall'eguale parola inglese: non si riferisce al sesso anale, bensì ad atti di zoofilia. Il cambiamento si è verificato soprattutto nella metà del XIX secolo, almeno negli ultimi dieci anni del secolo. Solo la teologia morale della Chiesa cattolica romana non è cambiata fino a qualche tempo dopo la seconda guerra mondiale per il termine omosessualità.

#### Giappone
Nel periodo Meiji il sesso tra uomini era punibile secondo le leggi sulla sodomia annunciate nel 1872 e riviste nel 1873. Questo stato di cose è cambiato a partire dalle leggi annunciate nel 1880 (同 性愛 に 関 す る 法 と 政治). Da allora sono state approvate ulteriori leggi che criminalizzano l'omosessualità. Dal 1º gennaio 2008 gli atti sessuali sono regolati dalla legge anti-prostituzione e il sesso relativo ai minori di 18 anni è protetto dalla legge punisce gli atti inerenti alla prostituzione minorile e alla pornografia infantile.

#### Islanda
L'omosessualità è legale in Islanda dal 1940, ma un uguale età del consenso non è stata approvata fino al 1992. L'unione civile è stata legalizzata dall'Althing nel 1996 con 44 voti pro, 1 contro, 1 neutro e 17 non presenti. Queste leggi sono state modificate per consentire l'adozione da parte di coppie dello stesso sesso e l'inseminazione artificiale per le lesbiche il 27 giugno 2006. Il matrimonio tra persone dello stesso sesso è stato legalizzato nel 2010.

#### Mauritius
A Mauritius la sodomia è ancora ritenuta illegale. Secondo una traduzione non ufficiale della Sezione 250 del codice penale di Mauritius del 1838: "Qualsiasi persona che è colpevole del reato di sodomia [...] è responsabile e condannata ai lavori forzati per un periodo non superiore ai 5 anni".

#### Norvegia
L'attività sessuale tra persone dello stesso sesso è legale in Norvegia dal 1972. Allo stesso tempo della legalizzazione, l'età del consenso è diventata uguale indipendentemente dal sesso o dall'orientamento sessuale, a 16 anni di età.

#### Nuova Zelanda
La Nuova Zelanda ha ereditato le leggi sulla sodomia del Regno Unito nel 1854. I reati contro la persona The Offences Against The Person Act of 1867 del 1867 ha cambiato la pena della sodomia dall'esecuzione all'ergastolo. Nel 1961 in una revisione della legge contro i crimini, la pena è stata ridotta ad un massimo di 7 anni se compiuta da maschi consenzienti adulti.
La sessualità omosessuale è stata legalizzata in Nuova Zelanda a causa del passaggio della Homosexual Law Reform Act 1986. L'età del consenso è stata fissata a 16 anni, lo stesso che per il sesso eterosessuale.

#### Polonia
La Polonia è uno dei pochi paesi al mondo in cui l'omosessualità non è mai stata considerata come un crimine. Quarant'anni dopo che la Polonia perse la propria indipendenza, nel 1795 a seguito delle spartizioni della Polonia, le leggi sulla sodomia della Russia, della Prussia e dell'Austria sono entrate in vigore nelle terre polacche occupate. La Polonia ha mantenuto queste leggi dopo l'indipendenza avvenuta nel 1918, ma erano mai o quasi mai applicate e sono state ufficialmente abolite nel 1932.

#### Regno Unito
La sodomia così come è stata storicamente conosciuta in Inghilterra e Galles, è di solito è interpretata come riferita al rapporto di sesso anale tra due maschi o di un maschio con una femmina. In Inghilterra e Galles la sodomia è stata considerata un crimine dalla legge denominata Buggery Act 1533, durante il regno di Enrico VIII d'Inghilterra. La punizione per i condannati è stata la pena di morte fino al 1861. James Pratt e John Smith sono stati gli ultimi due uomini ad aver subito l'esecuzione per sodomia nel 1835. Un reato minore di "tentata sodomia" è stato punito con 2 anni di carcere ed un certo periodo di tempo esposto sulla gogna. Nel 1885, il Parlamento ha promulgato il  Labouchere Amendment, il quale ha vietato gli atti osceni tra maschi, un termine ampio che è stato capito fino a comprendere la maggior parte o tutti gli atti omosessuali maschili. A seguito della relazione avuta con il rapporto Wolfenden, tutti gli atti sessuali tra due maschi adulti, senza altre persone presenti, sono stati considerati legali in Inghilterra e Galles nel 1967, in Scozia nel 1980, in Irlanda del Nord nel 1982, nella dipendenza della Corona britannica Guernsey nel 1983, nel baliato di Jersey nel 1990 e nell'isola di Man nel 1992.

#### Russia
Inizialmente depenalizzata nel dicembre del 1917, in Russia l'attività sessuale tra maschi è stata criminalizzata nuovamente dalla legge dello Stato il 4 marzo 1934, per tutto il territorio dell'allora Unione sovietica. L'attività sessuale tra le femmine non è stata menzionata nella legge. Il 27 maggio del 1993, sono stati depenalizzati gli atti omosessuali tra maschi consenzienti.

#### Stati Uniti d'America
Le legislazioni contro la sodomia negli Stati Uniti erano in gran parte una questione di stato piuttosto che di giurisdizione federale, tranne che per le leggi che regolano le United States Armed Forces, le forze armate degli Stati Uniti. Nei primi anni 1960, le sanzioni per la sodomia nei vari stati variavano dalla reclusione da due a dieci anni e/o una multa di 2.000 dollari. Nel 1962, il modello di codice penale raccomandava l'abrogazione nei vari stati della legislazione contro la sodomia consensuale, e l'Illinois è diventato la prima giurisdizione americana a farlo. Entro il 2002, 36 tra gli stati federati avevano abrogato tutte le leggi sulla sodomia o di fatto erano state rovesciate da varie sentenze. Le leggi sulla sodomia restanti sono stati invalidate a partire dal 2003 per decisione della Corte suprema degli Stati Uniti d'America in Lawrence contro Texas.

#### Svezia
La Svezia ha legalizzato l'omosessualità nel 1944. L'età del consenso è 15 anni, indipendentemente dal fatto che l'atto sessuale sia eterosessuale o omosessuale, dal momento dell'equalizzazione avvenuta nel 1978. La legge del crimine svedese (SFS 1962: 700), capitolo sei ('A proposito di crimini sessuali'), mostra i termini di genere neutro e non distingue tra orientamento sessuale.

#### Thailandia
La legislazione anti-sodomia è stata abrogata in Thailandia nel 1956, non essendo mai stata applicata.

#### Turchia
In Turchia gli atti omosessuali erano già stati depenalizzati dal suo Stato precedente, l'Impero ottomano nel 1858.